# Knappkaktus
Knappkaktus (Epithelantha micromeris) är en suckulent växt inom släktet Epithelantha och familjen kaktusar. Arten beskrevs av Frédéric Albert Constantin Weber 1898.